# Ligidium floridanum
Ligidium floridanum är en kräftdjursart som beskrevs av Schultz och Johnson 1984. Ligidium floridanum ingår i släktet Ligidium och familjen gisselgråsuggor. Inga underarter finns listade i Catalogue of Life.